# 涼紫央
涼 紫央（すずみ しお、3月9日 - ）は、元宝塚歌劇団星組の男役スター。
大阪府大阪市、四天王寺学園出身。身長169cm。愛称は「とよこ」。

## 来歴
1994年、宝塚音楽学校入学。
1996年、音楽学校卒業後、宝塚歌劇団に82期生として次席入団。月組公演「CAN-CAN／マンハッタン不夜城」で初舞台。その後、星組に配属。
2002年の「プラハの春」で新人公演初主演。新人公演最終学年となる入団7年目での抜擢となった。同年、香寿たつき・渚あきトップコンビ退団公演となる「ガラスの風景」で、2度目の新人公演主演。
2003年のバウ・ワークショップ「恋天狗」でバウホール公演初主演。
2005年の「それでも船は行く」でバウホール公演主演。
2012年の「天使のはしご」（日本青年館・バウホール公演）で、バウホール単独・東上公演初主演。同年8月5日、「ダンサ セレナータ／Celebrity」東京公演千秋楽をもって、宝塚歌劇団を退団。

## 人物
芸名は元星組トップスター・紫苑ゆうに由来する。

## 宝塚歌劇団時代の主な舞台

### 初舞台
- 1996年3 - 5月、月組『CAN-CAN』『マンハッタン不夜城』（宝塚大劇場のみ）

### 星組時代
- 1996年8月、『二人だけが悪』『パッション・ブルー』（東京宝塚劇場のみ）
- 1996年9月、『ドリアン・グレイの肖像』（バウホール）[6]
- 1996年11 - 12月、『エリザベート』（宝塚大劇場）
- 1997年1月、『ドリアン・グレイの肖像』（日本青年館）
- 1997年3月、『エリザベート』（東京宝塚劇場）
- 1997年5 - 8月、『誠の群像』 - 新人公演：島田魁（本役：眉月凰）『魅惑II』
- 1997年9月、『夜明けの天使たち』（日本青年館）
- 1997年11 - 12月、『ダル・レークの恋』（宝塚大劇場） - 新人公演：ピエール（本役：音羽椋）
- 1998年1月、『夜明けの天使たち-悲しみの銃弾-』（バウホール）
- 1998年3月、『ダル・レークの恋』（帝国劇場） - 新人公演：ピエール（本役：音羽椋）
- 1998年4 - 5月、『ディーン』（バウホール） - ビック・ダモン[6]
- 1998年6 - 8月、『皇帝』 - 新人公演：タキルス（本役：朝宮真由）『ヘミングウェイ・レビュー』（宝塚大劇場）
- 1998年8 - 9月、『ディーン』（日本青年館） - ビック・ダモン
- 1998年10 - 11月、『皇帝』 - 新人公演：タキルス（本役：朝宮真由）『ヘミングウェイ・レビュー』（1000days劇場）
- 1998年12月、『聖夜物語』（ドラマシティ）
- 1999年2 - 6月、『WEST SIDE STORY』 - マウスピース、新人公演：アクション（本役：音羽椋）[6]
- 1999年8月、『夢・シェイクスピア-夏の夜の夢-』（バウホール） - イノック
- 1999年10 - 11月、『我が愛は山の彼方に』 - 新人公演：エルチ（本役：夏美よう）『グレート・センチュリー』（宝塚大劇場）
- 1999年12月、『夢・シェイクスピア-夏の夜の夢-』（日本青年館） - イノック
- 2000年1 - 2月、『我が愛は山の彼方に』 - 新人公演：エルチ（本役：夏美よう）『グレート・センチュリー』（1000days劇場）
- 2000年3月、『聖者の横顔』（バウホール・日本青年館） - カルロ
- 2000年6 - 7月、ベルリン公演『宝塚 雪・月・花』『サンライズ・タカラヅカ』（フリードリッヒシュタット・パラスト劇場）
- 2000年8 - 9月、『黄金のファラオ』 - 新人公演：アハメス（本役：彩輝直）『美麗猫（ミラキャット）』（1000days劇場のみ）
- 2000年10 - 11月、『黄金のファラオ』 - ナクトム『美麗猫（ミラキャット）』（全国ツアー）
- 2001年1 - 2月、『花の業平』 - 伴中庸、新人公演：安倍清行（本役：初風緑）『夢は世界を翔けめぐる』（宝塚大劇場）
- 2001年3 - 5月、『ベルサイユのばら2001-オスカルとアンドレ編-』（東京宝塚劇場） - ラサール、新人公演：ジェローデル（本役：夢輝のあ）[6]
- 2001年6月、『イーハトーヴ 夢』（バウホール・日本青年館） - 藤原嘉藤治／青年
- 2001年8 - 10月、『ベルサイユのばら2001-オスカルとアンドレ編-』（宝塚大劇場） - ラサール、新人公演：ジェローデル（本役：夢輝のあ）
- 2001年11 - 12月、『花の業平』 - 真信、新人公演：藤原基経（本役：汐風幸）『サザンクロス・レビューII』（東京宝塚劇場）[2][6]
- 2002年2月、『花の業平』 - 真信『サザンクロス・レビューII』（中日劇場）
- 2002年4 - 8月、『プラハの春』 - ルドルフ、新人公演：堀江亮介（本役：香寿たつき）『LUCKY STAR!』 新人公演初主演[5][3][6]
- 2002年9 - 10月、第2回中国ツアー公演『蝶・恋（ディエ・リエン）』『サザンクロス・レビュー・イン・チャイナ』（上海・北京・広州）
- 2002年11 - 12月、『ガラスの風景』 - ポール、新人公演：ジョーイ・バクスター（本役：香寿たつき）『バビロン』（宝塚大劇場） 新人公演主演[7][3][6]
- 2003年1月、『恋天狗』（バウホール） - 弥太 バウWS主演[8][3]
- 2003年2 - 3月、『ガラスの風景』 - ポール、新人公演：ジョーイ・バクスター（本役：香寿たつき）『バビロン』（東京宝塚劇場）
- 2003年4 - 5月、『蝶・恋（ディエ・リエン）』 - 季時『サザンクロス・レビューIII』（全国ツアー）
- 2003年7 - 11月、『王家に捧ぐ歌』 - サウフェ[6]
- 2003年12月、『永遠の祈り-革命に消えた ルイ17世-』（ドラマシティ） - ピエール
- 2004年2 - 6月、『1914／愛』 - ハイム・スーチン『タカラヅカ絢爛』[6]
- 2004年8月、『花舞う長安』 - 皇甫惟明『ロマンチカ宝塚'04』（博多座）
- 2004年10 - 12月、『花舞う長安』 - 李補国『ロマンチカ宝塚'04』[6]
- 2005年2 - 3月、『それでも船は行く』（バウホール） - ジョニー・ケイス バウW主演[9][6]
- 2005年5 - 8月、『長崎しぐれ坂』 - らっこ／玉持ち『ソウル・オブ・シバ!!』[6]
- 2005年9 - 11月、『ベルサイユのばら』 - オスカル・フランソワ・ド・ジャルジェ『ソウル・オブ・シバ!!』（全国ツアー・韓国）[2][6]
- 2006年1 - 4月、『ベルサイユのばら-フェルゼンとマリー・アントワネット編-』 - ジェローデル[6]
- 2006年6月、『フェット・アンペリアル』（バウホール） - ニール・ハマンド
- 2006年8 - 11月、『愛するには短すぎる』 - マクニール・オコーナー『ネオ・ダンディズム!』
- 2006年12 - 2007年1月、『ヘイズ・コード』（ドラマシティ・日本青年館） - ヘンリー・リッチ
- 2007年3 - 7月、『さくら』『シークレット・ハンター』 - マックス[6]
- 2007年8月、『シークレット・ハンター』 - セルジオ『ネオ・ダンディズム!II』（博多座）
- 2007年11 - 2008年2月、『エル・アルコン-鷹-』 - エドウィン・グレイム『レビュー・オルキス-蘭の星-』
- 2008年3 - 4月、『赤と黒-原作 スタンダール-』（ドラマシティ・日本青年館・愛知厚生年金会館） - ノルベール伯爵
- 2008年6 - 10月、『THE SCARLET PIMPERNEL（スカーレット ピンパーネル）』 - アンドリュー・フォークス
- 2008年11 - 12月、『外伝 ベルサイユのばら-ベルナール編-』 - オスカル『ネオ・ダンディズム!III』（全国ツアー）
- 2009年2 - 4月、『My dear New Orleans（マイ ディア ニュー オリンズ）』 - アルバート・ジョーダン『ア ビヤント』
- 2009年6 - 9月、『太王四神記 Ver.II』 - プルキル（大長老）[2]
- 2009年10 - 11月、『コインブラ物語』（ドラマシティ・日本青年館） - ビメンタ
- 2010年1 - 3月、『ハプスブルクの宝剣』 - ジャカン『BOLERO』
- 2010年4 - 5月、『激情』 - プロスペル・メリメ／ガルシア『BOLERO』（全国ツアー）
- 2010年7 - 8月、『ロミオとジュリエット』（梅田芸術劇場・博多座） - ベンヴォーリオ[2]
- 2010年10 - 12月、『宝塚花の踊り絵巻』『愛と青春の旅だち』 - ぺリマン
- 2011年4 - 7月、『ノバ・ボサ・ノバ』 - ルーア神父『めぐり会いは再び』 - マリオ・ド・オルゴン
- 2011年8 - 9月、『ノバ・ボサ・ノバ』 - ルーア神父『めぐり会いは再び』 - マリオ・ド・オルゴン（博多座・中日劇場）
- 2011年11 - 2012年2月、『オーシャンズ11』 - ラスティー・ライアン エトワール[2]
- 2012年3月、『天使のはしご』（日本青年館・バウホール） - フィッツウィリアム・ダーシー 東上初主演[10][2]
- 2012年5 - 8月、『ダンサ セレナータ』 - ジョゼ『Celebrity』 退団公演[4][2]

### 出演イベント
- 1999年10月、第40回『宝塚舞踊会』
- 2001年6月、TCAスペシャル2001『タカラヅカ夢世紀』
- 2001年9月、『ベルサイユのばら メモランダム』
- 2001年10月、『星組エンカレッジ・コンサート』
- 2001年10月、第42回『宝塚舞踊会』
- 2002年1月、『大滝愛子バレエ・レッスン発表会』
- 2003年6月、TCAスペシャル2003『ディア・グランド・シアター』
- 2003年8月、彩輝直ディナーショー『RECUERDO』[11]
- 2004年7月、TCAスペシャル2004『タカラヅカ90』
- 2005年4月、TCAスペシャル2005『Beautiful Melody Beautiful Romance』
- 2005年12月、『花の道 夢の道 永遠の道』
- 2006年4月、閻杰&涼紫央コラボレーションライブ『ESpecially!!』[注釈 1][6]
- 2006年4 - 5月、涼紫央ディナーショー『I’Avenir』 主演[12]
- 2006年9月、TCAスペシャル2006『ワンダフル・ドリーマーズ』
- 2007年9月、TCAスペシャル2007『アロー!レビュー!』
- 2007年10月、第48回『宝塚舞踊会』
- 2008年12月、タカラヅカスペシャル2008『La Festa!』
- 2009年11月、第50回記念『宝塚舞踊会』
- 2009年12月、タカラヅカスペシャル2009『WAY TO GLORY』
- 2010年5月、涼紫央ディナーショー『Profile-プロフィール-』 主演[13]
- 2011年1 - 2月、『DREAM TRAIL〜宝塚伝説〜』[注釈 1][14]
- 2011年4月、『ノバ・ボサ・ノバ』前夜祭
- 2011年9月、涼紫央ディナーショー『0〜Love〜』 主演[15]
- 2011年11月、第51回『宝塚舞踊会』
- 2011年12月、タカラヅカスペシャル2011『明日に架ける夢』
- 2012年6月、涼紫央ディナーショー『HOME〜宝・夢〜』 主演[16]

## 受賞歴
- 2012年、『宝塚歌劇団年度賞』 - 2011年度努力賞[17]